# Boricua

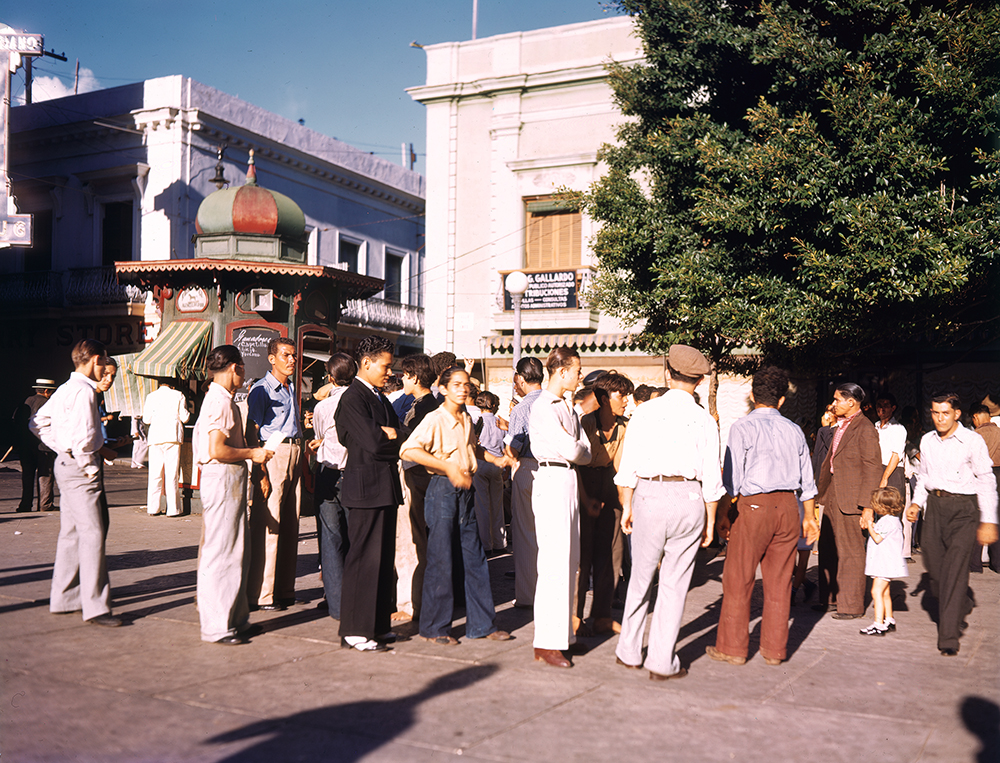
Une rue du Vieux San Juan en 1939
(photo de).

Un ou une Boricua (ou Borincano ou Portoricain) est une personne originaire de l’archipel caribéen de Porto Rico.
Le terme Boricua provient de Boriquen, mot d’origine taïno désignant l’île de Porto Rico.[réf. nécessaire] Boricua est invariable alors que Borincano devient Borincana au féminin.
Les Portoricains sont principalement une société chrétienne triraciale hispanophone, descendant à des degrés divers des indigènes taïno, des colons européens du sud-ouest et des esclaves affranchis et Noirs libres d'Afrique de l'Ouest et d'Afrique centrale.